# Munchkin

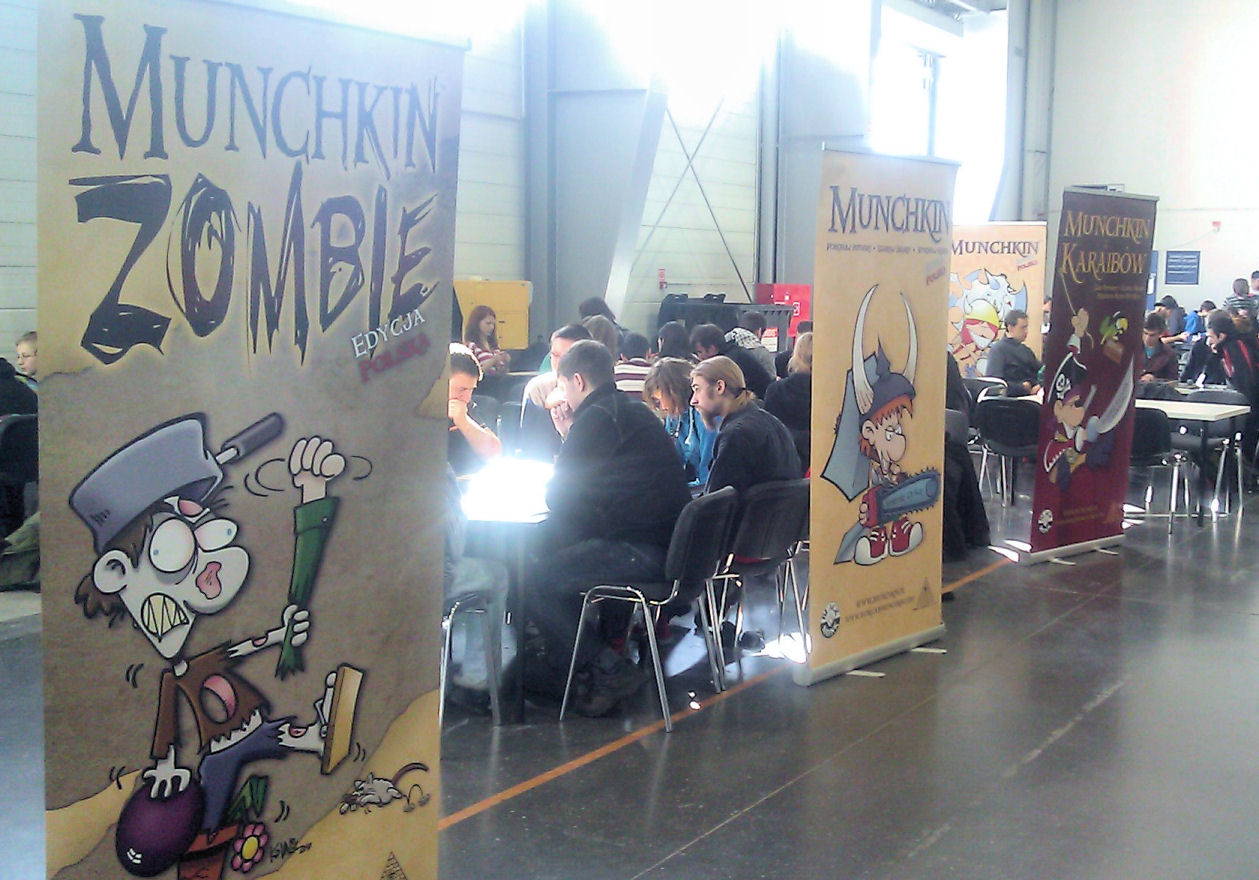
Munchkin na Pyrkonie 2013

Munchkin – popularna niekolekcjonerska gra karciana stworzona przez Steve’a Jacksona, ilustrowana przez Johna Kovalica i wydana przez Steve Jackson Games. Jest parodią gier RPG, w zestawie podstawowym i jego rozszerzeniach – D&D, natomiast w późniejszych dodatkach wyśmiana zostaje po kolei większość popularnych systemów.
Rozgrywka w Munchkina w żartobliwy sposób symuluje bardzo uproszczoną sesję, w której liczy się jedynie zdobywanie poziomów, zabijanie potworów i zbieranie skarbów. Opiera się na koncepcji tytułowych manczkinów — graczy uczestniczących w sesji tylko po to, żeby „wygrać”. Podstawą gry jest wszechobecny komizm słowny, który sprawia, że nie jest możliwe bezpośrednie przetłumaczenie jej na inne języki poza oryginalnym angielskim. Mimo to wydano m.in. wersję niemiecką, włoską, węgierską i polską.
Gra powstała jako efekt uboczny książki „The Munchkin's Guide to Powergaming” („podręcznik powergamingu dla manczkina”), która w roku 2000 zdobyła Origins Award. Sama karcianka również została nagrodzona – w roku 2002 przyznano jej Origins Awards for Best Traditional Card Game of 2001.
Po sukcesie podstawowej wersji gry wydano kilka innych jej odmian i dodatkowych zestawów kart. W języku polskim gra dostępna jest w wersji podstawowej wraz z rozszerzeniami o nazwie Munchkin 1.5 – „Kości Zostały Rzucone”, Munchkin 2 – „Wielosieczny Topór”, Munchkin 3 – „Kardynalne Błędy”, Munchkin 4 – „Rumaki Do Paki”, Munchkin 5 – „Łowcy Głów”, „Munchkin 6 - Opętane Lochy” i „Munchkin 7/8 - Pół Konia, a Uciągnie Oszukując Oburącz”. Dostępne są też Munchkin z Karaibów, Munchkin Cthulhu, Munchkin Zombie, „Munchkin Apokalipsa” i „Munchkin Conan”.

## Rozgrywka
Typowa rozgrywka w Munchkina trwa około godziny, zależnie od tego ilu graczy w niej uczestniczy. „Każdy zaczyna jako człowiek z poziomem pierwszym, bez żadnej klasy (he, he)” (tłumaczenie za instrukcją), a jego celem jest zdobycie poziomu 10 (lub 20 w przypadku odmiany Epicki Munchkin). W każdej rundzie gracz ciągnąc odpowiednią kartę „wali z kopa w drzwi” i sprawdza, co napotkał po drugiej stronie. Jeśli wewnątrz znajduje się potwór, gracz ma obowiązek stoczyć z nim walkę. Aby wygrać, poziom gracza zwiększony przez posiadane przez niego karty i przedmioty musi być wyższy od poziomu potwora. Wszyscy inni gracze mogą wpływać na walkę. Wolno im dorzucać karty zarówno do walczącego, jak i potwora, proponować pomoc, szantażować itd. Sama instrukcja zaleca atmosferę kłótni i przekrzykiwania się. Jeśli walczący wygra otrzymuje skarb potwora i idzie o poziom do góry. W przeciwnym razie może próbować uciekać, ale niepowodzenie zsyła na niego właściwy danemu potworowi „bad stuff” (w polskim tłumaczeniu „marny koniec”). Zamiast potwora w pokoju może znajdować się także klątwa, która atakuje otwierającego drzwi. Jeśli w pokoju nie było potwora, zamiast walczyć, gracz zagrywa potwora z ręki - "Szuka guza" i walczy jakby go znalazł za drzwiami lub przeszukuje pomieszczenie – ciągnie jeszcze jedną kartę nikomu jej nie pokazując. Kolejne poziomy zdobywać można za pomocą różnych kart (np. „ukradnij poziom”), sprzedaż przedmiotów i poprzez opisaną wyżej walkę.
Munchkin nie jest poważną grą, co doskonale ukazuje cytat z instrukcji: „Decide who goes first by rolling the dice and arguing about the results and the meaning of this sentence and whether the fact a word seems to be missing any effect.” („By określić kto idzie pierwszy rzuć kostką, pokłóć się o wynik rzutu, o znaczenie całego tego zdania i o to, czy fakt, że zdaje się brakować tu
słowa znaczenie.”).

## Przykładowe karty
Talia podstawowa zawiera 168 kart. Większość zaprojektowano tak, by kryły się w nich dowcipy słowne, nawiązania do RPG-owych anegdot, bądź któregoś z typowych dla „bycia munchkinem” zachowań. Przykładowe cytaty:
- ”Doppleganger” – nazwa potwora nawiązująca do występującego w wielu światach fantasy stworzenia zwanego jako doppelganger.
- ”Potted plant” (roślina doniczkowa) – przykład pierwszopoziomowego, a tym samym niezbyt wymagającego przeciwnika.
- „Gentlemen's Club” – przedmiot o nazwie opartej o żart słowny. Gentlemen's Club to zarówno przedstawiona na ilustracji maczuga (konkretnie „maczuga dżentelmena”), jak i „klub dla panów”. Po polsku przetłumaczona jako „Pała Kultury”, jest to odniesienie do pałacu Kultury.
- „Chainsaw of Bloody Dismemberment” („piła mechaniczna krwawego rozczłonkowania”) – karta w prześmiewczy sposób nawiązuje do stylu, w jakim nadawane są nazwy przedmiotom w grach fabularnych.
- „Buty z Kota” - karta skarbu "Buty", nawiązująca do baśni "Kot w Butach"

## Karty skarbów
Kary skarbów dzielą się na przedmioty jednorazowego użytku (np. „+3 dla wybranej strony”, „Odrzuć klątwę”, „Zyskujesz 1 poziom”, „Kantowane kości”), bronie Jednoręczne i Dwuręczne (każdy może mieć jedną broń 2-ręczną lub dwie 1-ręczne chyba że użyje karty „Kanciarz”), części ubioru gracza tzn.. Hełm (np. Jedwabny Kaszkiet), Zbroja (np. Wieloskórka), Broń 1-Ręczna (Np. Igiełka), Broń 2-Ręczna (Np. Kamień Milowy) i Buty (Np. Puchate Bambosze). Każda wersja ma także swoje skarby które mogą pomagać graczom np. „Kawał Kredy” który zmusza gracza który walczy do przyjęcia naszej pomocy i możliwość wybrania skarbu za wygraną.

## Dodatki i inne wersje gry

### Dodatkowe zestawy kart
- Munchkin 2 – Unnatural Axe – pierwsze rozwinięcie Munchkina złożone ze 112 kart. Wprowadza m.in. Dodatkową rasę orka. W 2003 roku zdobyło Origins Award.
- Munchkin 3 – Clerical Errors – drugie rozwinięcie, także złożone ze 112 kart. Wprowadza między innymi nową rasę gnomów.
- Munchkin 3,5 – Clerical Errata – podczas druku „Clerical Errors” popełniono błąd i 28 kart miało błędny rewers – oznaczenie „pokoju” zamiast „skarbu”. Część graczy uznała to za atrakcyjny gadżet kolekcjonerski, w związku z czym wydano złożoną ze źle wydrukowanych kart „Clerical Errata”.
- Munchkin 4 – The Need for Steed – dodatek złożony podobnie jak poprzednie ze 112 kart. Wprowadza między innymi rumaki i nowe rodzaje hirelingów (najmitów).
- Munchkin 5 – De-Ranged – dodatek zawierający między innymi nową klasę rangera oraz zawierający karty z innych wersji językowych, m.in. Braci Grimm.
- Munchkin 6 – Demented Dungeons – dodatek wprowadzający do gry lokalizacje (lochy).
- Munchkin 7 – More Good Cards – dodatek zawierający dodatkowe karty do gry, m.in. klątwy, karty zbłąkanego potwora, pierścienie itp.
- Munchkin Fairy Dust – dodatek zawierający 15 dodatkowych kart.
- Munchkin Waiting For Santa – świąteczny dodatek zawierający 15 dodatkowych kart, w tym Świętego Mikołaja.
- Munchkin Rigged Demo – wersja demonstracyjna gry zawierająca 56 kart w tym kilka z dodatku Blender oraz zupełnie nowe.
- Munchkin Dice – dodatek zawierający 6 kostek do gry oraz 14 nowych kart do gry.

### Inne wersje gry
- Star Munchkin – wydana w 2002 parodia różnych uniwersów science-fiction, w szczególności Star Treka i Gwiezdnych wojen. Gra zdobyła w 2003 roku Origins Awards for Best Traditional Card Game of 2002. Ukazał się także dodatek do tej wersji Munchkina zatytułowany Clown Wars.
- Munchkin Fu – wydana w 2003 wersja Munchkina parodiująca wschodnie sztuki walki. Ukazał się także dodatek do niej zatytułowany Monky Business.
- Munchkin Bites – wydana w 2004 roku parodia książek, filmów i gier fabularnych osadzonych w klimacie horroru, przede wszystkim popularnego uniwersum „Świat Mroku”. W 2005 ukazał się dodatek zatytułowany Pants Macabre.
- Super Munchkin – parodia komiksów o superbohaterach. Wydano także dodatek – The Narrow S cape.
- Munchkin Impossible – parodia filmów szpiegowskich.
- Munchkin Cthulhu – wydanie Munchkina parodiujące utwory H.P. Lovecrafta. Ukazały się 3 dodatki: Call of Cowthulu, The Unspeakable Vault oraz Crazed Caverns, jak również wersja demonstracyjna Munchkin Cthulhu Cursed Demo.
- The Good, the Bad, and the Munchkin – wydanie Munchkina osadzone w realiach Dzikiego Zachodu.
- Munchkin Booty – parodia utworów o piratach. Wydano również dodatek Munchkin Booty 2 – Jump the Shark.
- Munchkin Zombie – parodia utworów o zombie. Wydano dodatek Munchkin Zombie 2 – Armed and Dangerous. Rok wydania 2011.
- Munchkin Axe Cop – gra o komiksie internetowym Axe Cop. Rok wydania 2011.

### Specjalne
- Munchkin Blender – specjalny dodatek ułatwiający łączenie wyżej wymienionych gier między sobą i z wersją podstawową.
- Munchkin Blank Cards – dodatkowe puste karty umożliwiające wprowadzenie do gry własnych kart.

### Inne
- Munchkin Quest – planszowa edycja gry. Wydano również dodatki: Munchkin Quest 2: Looking for Trouble i Munchkin Quest: Extra Parts.
- Munchkin RPG – gra fabularna osadzona w świecie Munchkina.
- Munchkin Panic – gra planszowa, kooperacyjna typu Tower Defens (wyd. 2017r)

## Polska Edycja
Polska edycja gry została wydana w październiku 2008 roku staraniem Q-workshop i Kuźni Gier. Oprócz kart znanych z angielskiej wersji gry, polski odpowiednik poszerzono o kilka kart specjalnie stworzonych na rynek polski: Kryształki Czasu, Wieśmin, Dwa Nagie Miecze i Klątwa Moherowego Beretu.
W marcu 2009 wydano pierwszy dodatek – Munchkin 1.5 zawierający dodatkową kostkę do gry oraz 25 kart wyselekcjonowanych z późniejszych dodatków oraz trzy specjalnie stworzone na potrzeby polskiej edycji: Mój ci on, Śnięty Mikołaj oraz Lech, Czech i Jarosław. W grudniu 2011 pojawiła się jego reedycja Munchkin 1.6. Nie zawiera już kostki, lecz puste karty, z których można zrobić własne.
Sierpień 2009 – wydano dodatek Munchkin 2 – „Wielosieczny Topór”. W skład dodatku wchodzi 110 dodatkowych kart do gry. Tak, jak miało to miejsce w przypadku poprzednich części gry, również i w tym dodatku znalazły się typowo polskie karty – Smok wawelski, Kuroniówka i Q-kości.
W styczniu 2010 wydano kolejny dodatek zawierający 110 kart, zatytułowany Munchkin 3 – „Kardynalne błędy”. Rozszerzenie wprowadza nową klasę Barda oraz rasę Gnomów. Nie zabrakło również typowo polskich kart: Janosika, Talizmana z Magdą i Mieciem, Ciupagi i Wielkiej Orkiestry Potwornej Mocy!.
Pod koniec tego roku, w grudniu 2010 wydano dodatek Munchkin 3.5 – „Piętno Śmierci”. Dodatek zawiera 55 kart złożonych z czterech amerykańskich dodatków: ze świątecznych Waiting for Santa i Santa's Revenge oraz karty z Marked for Death oraz Munchkin Blender. Rozszerzenie wprowadza nowy typ potworów – Gwiazdkowe Potwory i dwie karty działające podobnie jak klasy i rasy: Grzeszny i Grzeczny.
Marzec 2011 – wtedy premierę miał kolejny dodatek Munchkin 4 – „Rumaki do Paki”. W skład dodatku wchodzi 110 nowych kart. Wprowadza dwa nowe, specjalne rodzaje kart: Przydupasów i Rumaki. Tym razem w polskim wydaniu znajdziemy karty takie jak: Dzika Pola, Randka w Ciemno, Kong III Waza, Waligóra i Kazimierz Wielki. Wydano też drugą grę podstawową pt. Munchkin z Karaibów.
W sierpniu 2011 wydano Munchkin Cthulhu – trzecią już w Polsce grę podstawową zawierającą 165 kart, dodatki Munchkin z Karaibów 2 – Bryknij Rekina i Munchkin 5 – Łowcy Głów.
Grudzień 2011 wydano Munchkin Zombie. W tej części gry to gracze są potworami i walczą z ludźmi. Wydano też dodatek Munchkin Cthulhu 2 – Zew Krasulhu zawierający 55 kart.
Zaledwie pół roku później, w lipcu 2012 premierę ma Munchkin Quest. Planszowa wersja gry jest wydana przez Black Monk.